# Zadvarska tvrđava
Zadvarska tvrđava odnosno Duare je fortifikacijski objekt u Hrvatskoj.

## Ime
Ime Duare je iz starog hrvatskog jezika, što znači vrata, prolaz, dveri. Tvrđava je dala ime Zadvarju, Za + duare.

## Povijest
Još u prapovijesti kraj mjesta ove tvrđave trasirana je vrlo važna prometnica kojom se ide iz podbiokovskog promorja ka Zagori. Trasa je obnovljena i u starom i ranom srednjem vijeku. 
Radi nadzora i osiguranja te prometnice podignuta je u srednjem vijeku ovdje tvrđava. Prvi spomen zadvarske tvrđave je iz 1408. godine. Navodi ju se kao jednu od središta župe Radobilje. Današnje zidine datiraju iz druge polovice 15. stoljeća. Izgrađene su radi obrane od osmanskih prodora. Prodori su prerasli u osvajačke pohode. Oko 1500. godine Osmanlije su ju zauzele. Dodatno su ju utvrdili izgradnjom još dviju kula istočno od tvrđave, kula Avale i Poletnice. 1669. godine u ožujku podno istočne kule Poletnice zadvarski dizdar (zapovjednik tvrđave) Asan-aga Arapović, suprug poznate Asanaginice poginuo je u borbi s Makaranima. Tijekom 17. stoljeća slabi osmanska moć i jer je tvrđava blizu granice često su bila naizmjenična vojna preuzimanja tvrđave. To je ostavilo posljedice na tvrđavi. Zbog tih stradavanja u borbama a radi sprječavanja, oko nje je podignuta drvena palisada s donjim dijelom u suhozidu. Konačno je oslobođena od osmanske vlasti 1684. godine. Daljnjim tjeranjem Osmanlija na uzmak tvrđava je postupno gubila na važnosti. Obnavlja ju se od 2004. godine.

## Osobine
Tlocrt tvrđave je trokutast. Na sjeverozapadnom i sjeveroistočnom uglu su kružne kule. U tvrđavi su bili stambeni, vjerski i skladišni objekti: kuće za posadu i zapovjednika, crkvica, cisterna za vodu te spremište oružja i baruta. Istočno su kule Avala i Poletnica. Oko nje je bila drvena palisada. Donji dio palisade je u suhozidu. Svratište za putnike nalazilo se s južne strane i bilo je manjih dimenzija.